# Trichilia lecointei
Trichilia lecointei là một loài thực vật thuộc họ Meliaceae. Loài này có ở Brasil và Guyana. Chúng hiện đang bị đe dọa vì mất môi trường sống.